# Haliey Welch
Haliey Welch (nascida em 2001 ou 2002 no Tennessee), também chamada de "Hawk Tuah Girl" (em português: Garota do Hawk Tuah) pela mídia, é uma podcaster e celebridade americana da internet.
Ela é conhecida por um vídeo viral, onde durante uma entrevista de rua, Haliey Welch usou a frase "Hawk Tuah", uma onomatopeia para cuspir no pênis de um homem durante o sexo oral, e pelo seu podcast "Talk Tuah". Mais tarde ela se envolveu em um escândalo de fraude envolvendo criptomoedas.

## Carreira

### Hawk Tuah
Em 11 de junho de 2024, um canal do YouTube, Tim & Dee TV, postou o vídeo com uma entrevista com a Haliey Welch no distrito da Broadway de Nashville, Tennessee, Estados Unidos. Durante o vídeo, eles fizeram uma série de perguntas adultas, incluindo: "Qual é o movimento na cama que faz um homem enlouquecer todas às vezes?" A resposta de Welch, com um forte sotaque do sul dos Estados Unidos, foi: "Você tem que dar aquele 'hawk tuah' e cuspir no negócio." O vídeo original viralizou, recebendo milhões de visualizações no TikTok e no Instagram, gerando remixes e remakes do áudio original. Welch, que trabalhava ganhando salário mínimo em uma fábrica, criou uma conta no Instagram e ganhou um número considerável de seguidores nas redes sociais e atenção da mídia. Ela também criou uma empresa sob a qual registrou várias marcas registradas, ganhou representação de um agente de mídia, e começou a vender mercadorias com a frase. Em 15, de agosto de 2024, ela fez o discurso cerimonial de um jogo do New York Mets e lançou um podcast, Talk Tuah, sob a empresa de mídia Betr co-fundada por Jake Paul.

### Podcast
O podcast Talk Tuah foi lançado em 3 de setembro de 2024, o podcast é uma série de entrevistas com diversos convidados, como Whitney Cummings, JoJo Siwa, Holly Madison, e Jake Paul. Em novembro de 2024, anunciou no podcast que estaria produzindo um aplicativo de namoro chamado PookieTools.

### Criptomoeda
Em dezembro de 2024, Welch lançou uma moeda meme de criptomoeda na Solana. A moeda atingiu uma capitalização de mercado de quase US$ 500 milhões de dólares antes de cair para US$ 25 milhões, com pelo menos um investidor registrando uma reclamação junto à Comissão de Valores Mobiliários dos Estados Unidos. Isso levou Welch e sua equipe a serem acusados de executar um esquema de "Pump and dump" e a moeda de ser acusada como um "golpe de tapete", inclusive pelo jornalista de criptomoedas Coffeezilla, que também acusou Welch e sua equipe de uso de informação privilegiada. A equipe de Welch negou as acusações.